# Tithonos

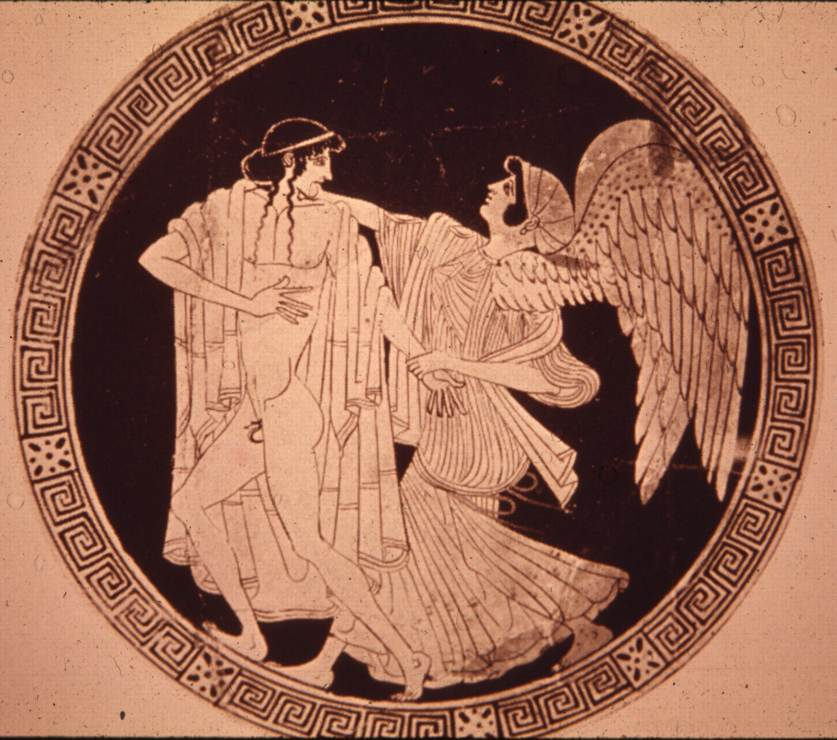
Eos rooft Tithonos. Detail van een Attische roodfigurige vaas (ca.470-460 v.Chr.)

Tithonos (Oudgrieks: Τιθωνός) was in de Griekse mythologie een zoon van Laomedon en de onsterfelijke echtgenoot van Eos.
Volgens de Homerische hymne aan Aphrodite werd Tithonos 'geroofd' door Eos, waarna zij Zeus vroeg Tithonos onsterfelijk te maken. Zeus deed dit inderdaad, maar gaf hem niet de eeuwige jeugd. Met de loop der jaren werd hij daarom steeds ouder. Eos weerde hem daarop uit haar bed, maar bleef wel voor hem zorgen. Uiteindelijk raakte Tithonos geheel verzwakt door ouderdom en legde Eos hem in een aparte kamer met gesloten deuren. In een latere versie van het verhaal - het eerst bij Hellanikos - wilde Tithonos zo niet langer leven, maar kon hij niet meer sterfelijk gemaakt worden. Wel veranderde Eos hem in een sprinkhaan. 
Bij Eos werd Tithonos vader van Memnon, koning van Ethiopië, en Emathion, die later door Herakles in Arabië gedood zou worden.
Vanwege zijn levensverhaal was Tithonos in de Griekse en Latijnse literatuur een metafoor voor een afgeleefde oude man.
Over Tithonos is door Alfred Tennyson een gedicht getiteld Tithonus geschreven.